# Castillo de Westminster
El Castillo de Westminster, también conocido localmente como "La Columna de Fuego" es un hito histórico ubicado en Westminster, Colorado, al noroeste de Denver, cerca de la intersección de la 83ª y Federal. Está incluido en el Registro Nacional de Lugares Históricos como Universidad de Westminster.

## De la Concepción a la Construcción
La Universidad de Westminster fue conceptualizada por primera vez en 1890 por el Neoyorquino Henry T. Mayham, quien convenció al Presbiterio de Denver para que construyera una Universidad Presbiteriana en un terreno de su propiedad en Crown Point, el punto más alto de lo que entonces era el Condado de Arapaho.

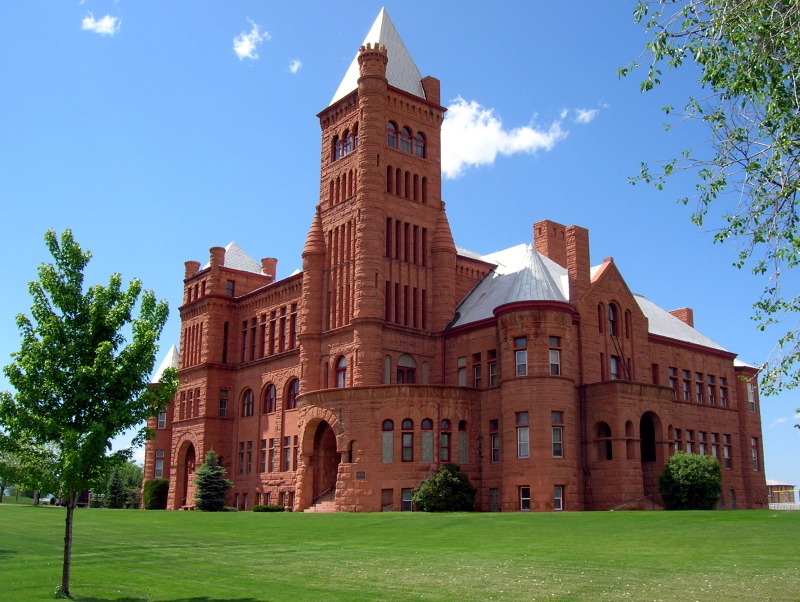
Castillo de Westminster, 2008

Arquitecto E.B. Gregory diseñó y colocó la piedra angular del edificio principal de la universidad, que se construiría con piedra gris del área de Coal Creek. Después de retrasos en la construcción causados por la falta de fondos, Mayham contrató al arquitecto de Nueva York Stanford White para terminar el diseño y supervisar la construcción. El blanco cambio un elemento de diseño principal, la piedra, a una arenisca roja del área de Red Rocks/Manitou. El diseño de White se completó en 1893: fachada de 160 pies, profundidad de 80 pies, tres pisos de altura, con una torre distintiva de 175 pies de altura. El estilo arquitectónico del edificio es un excelente ejemplo del Románico Richardsoniano.

## El Princeton del Oeste
Aunque la construcción se completó en 1893, las puertas de la Universidad de Westminster no se abrieron hasta el 17 de septiembre de 1908 debido al Pánico de 1893 y la competencia de un colegio presbiteriano cercano. La persistente recaudación de fondos de Mayham dio sus frutos cuando los primeros 60 estudiantes comenzaron las clases en 1908. La matrícula era de $50 por año e incluía plomeria interior.
En 1911, la pequeña comunidad agrícola alrededor de la universidad, entonces conocida como Harris, votó para incorporarse como ciudad. En ese momento, Harris decidió cambiar su nombre a Westminster en honor a la universidad.La escuela continuo de inscripciones se redujo por completo debido a la Primera Guerra mundial.

## Pilar de Fuego
En su cumbre, la propiedad de Punto de la Corona valió casi un medio un millón de dólares. Pero después de la clausura de devastar y abandono de tres años  esté adquirido por Obispo Alma Bridwell Blanco de la Pilar nacionalista Blanca de Iglesia de Fuego para $40,000 encima enero 31, 1920. Incluido en la venta era el edificio universitario principal , 45 acres (180 000 m²) de tierra, una planta de poder, y dos casas (uno un estudiante  dormitory, el la casa de otro el Presidente.)

A pesar del enormity del trabajo, la Universidad de Westminster nueva abrió a alumnado encima septiembre 7, 1920, justo ocho meses después de la compra. Dentro seis años de #de apertura, la escuela, ahora sabido como Belleview Escuelas, había recibido su acreditación educativa y estuvo a punto para décadas de educación.
En el tardío @1920s el campus era frecuentemente utilizado para Ku Klux Klan reuniones y cruzar burnings.  Pero en 1997, la Pilar de Iglesia de Fuego, los dueño y organización de padre de la escuela, repudió su asociación histórica con el Klan.

## Hoy
Belleview Las escuelas cristianas todavía residen en el Westminster campus Universitario qué es en casa a Belleview cristiano Childcare & Preescolar (edades 1@–4) y Belleview Escuela cristiana (K@–12). A pesar de que la mayoría de la enseñanza pasa en edificios más nuevos en el campus, las clases continúan en el históricos principales construyendo cuál estuvo introducido en el Registro Nacional de Sitios Históricos en 1979. El edificio es también la casa de KPOF SOY91 Radio, primera estación para retransmitir de Colorado en HD Radio.